# Socket FM1
Le socket FM1 est un socket processeur d'AMD est sorti à l'été 2011 et qui comporte 905 broches. Il supporte les processeurs milieu de gamme connus sous le nom de code Llano, qui est une déclinaison du projet Fusion. Ce socket a été conçu principalement pour les séries de processeurs A4, A6 et A8 de chez AMD. Il s'agit donc de processeurs gravés en 32 nm possédant de 2 à 4 cœurs. Le socket FM1 devrait coexister avec le socket AM3+, destiné aux processeurs haut de gamme Bulldozer.

## Détails
Le socket FM1 est prévu pour les cœurs Llano de dénomination Ax-3xxx et accepte aussi les unités centrales Athlon II, ainsi que les unités APU E2-3200 : la grille 31x31 est en effet similaire physiquement et en brochage à celle des processeurs précédents, les spécifications électriques restant les mêmes pour les broches déjà définies). Le socket FM1 accepte la mémoire DDR3. D'après Tom's Hardware Guide, il est remplacé par le Socket FM2.
Les cartes mères équipées de socket FM2 sont arrivées sur le marché en juin 2012[source insuffisante].